# 황화초등학교
황화초등학교는 대한민국 충청남도 논산시 연무읍 마전리에 있었던 공립 초등학교이다.

## 학교 연혁
| 1930년 | 5월 5일   | 익산군 황화공립보통학교(4년제) 개교설립인가 4월 9일 |
| 1936년 | 4월 22일  | 6년제 개편 인가                                     |
| 1938년 | 4월 1일   | 황화공립심상소학교로 개칭                           |
| 1941년 | 4월 1일   | 황화공립국민학교로 개칭                             |
| 1963년 | 1월 1일   | 행정구역 개편으로 충청남도 편입                     |
| 1966년 | 3월 4일   | 봉동국민학교 분리                                   |
| 1996년 | 3월 1일   | 황화초등학교로 개칭                                 |
| 1999년 | 3월 1일   | 봉동분교장 편입(5학급 56명)                         |
| 2004년 | 3월 1일   | 봉동분교장 통폐합                                   |
| 2020년 | 2월 6일   | 제87회 5명 졸업(총 8,253명 졸업)                    |
| 2020년 | 3월 1일   | 초등 7학급(특수 1학급), 유치원 1학급 편성           |
| 2020년 | 12월 31일 | 제88회 5명 졸업(총 8,258명 졸업)                    |
| 2021년 | 3월 1일   | 초등 7학급(특수 1학급), 유치원 1학급 편성           |
| 2022년 | 2월 28일  | 연무초등학교로 통폐합                               |

## 참고 자료
- 황화초등학교 - 한국교육학술정보원 학교알리미